# Nopcsaspondylus
Nopcsaspondylus is een geslacht van sauropode dinosauriërs behorend tot de groep van de Diplodocoidea dat in het Late Krijt (Coniacien) leefde in wat nu Argentinië is.
De typesoort Nopcsaspondylus alarconensis is in 2007 beschreven door Sebastián Apesteguía op grond van een wervel (spondylos) die in 1902 beschreven werd door baron Ferenc Nopcsa — vandaar de geslachtsnaam. De soortaanduiding verwijst naar de Barda Alarcón, het gebied waar het fossiel oorspronkelijk werd gevonden, in de Candelerosformatie van de provincie Neuquén. Nopcsa had de wervel oorspronkelijk toegeschreven aan Bothriospondylus. De wervel is door Argentijnse militairen ontdekt, kort nadat ze de oorspronkelijke bewoners van het gebied hadden uitgemoord.
De ruggenwervel, het holotype, is verloren gegaan. Het bestaat uit verschillende fragmenten van een middelste of achterste ruggenwervel waarvan Apesteguía aannam dat ze bij elkaar hoorden.
In 2007 werden enkele onderscheidende kenmerken vastgesteld. De middelste tot achterste ruggenwervels hebben sterk gereduceerde wervellichamen. De binnenste richel tussen het wervellichaam en het achterste gewrichtsuitsteeksel is gevorkt. De richel op de zijkant van het doornuitsteeksel wordt gevormd door een vervloeiing van de richel tussen het doornuitsteeksel en het zijuitsteeksel met de buitenste richel tussen het doornuitsteeksel en het achterste gewrichtsuitsteeksel, welke laatste richel niet identiek is met de verticale richel op het achtervlak van het doornuitsteeksel.
Het is niet mogelijk veel over het dier te zeggen behalve dat het wellicht tot de nauwere groep van de Rebbachisauridae behoort. In dat geval is het de eerste beschreven rebbachisauride vondst. In 1996 is uit dezelfde formatie de rebbachisauride Rayososaurus benoemd; of dit een ouder synoniem is, kan niet worden vastgesteld bij gebrek aan overlappend materiaal. In hetzelfde artikel waarin Nopcsaspondylus werd beschreven, is ook een nieuwe klade Rebbachisauroidea gedefinieerd.